# Metro (сеть ресторанов)
Metro — исландская сеть ресторанов быстрого питания. Заменила в стране McDonald’s после того, как данная корпорация покинула Исландию 30 октября 2009 года в связи с исландским финансовым кризисом.
В отличие от «Макдоналдс», Metro использует более дешёвые ингредиенты из Исландии, что позволяет продавать продукт по более низкой цене. Некоторые оригинальные пункты меню McDonald’s включены в меню Metro вместе с местными продуктами, а пункты меню, ранее использовавшиеся в «Макдоналдс», теперь переведены на исландский язык.

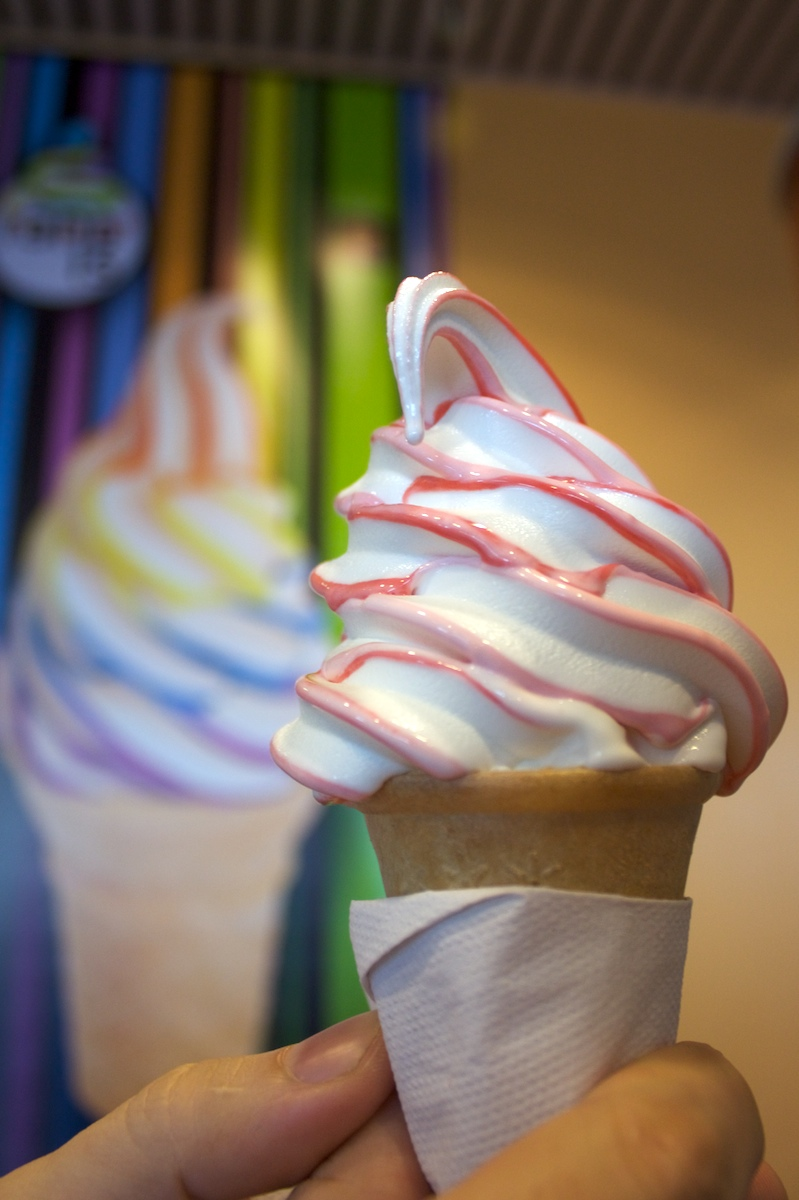
«Рандис» — продукция Metro

## Продукция
Metro в основном продаёт гамбургеры, картофель фри, курицу-гриль, куриные наггетсы, палочки из моцареллы, салаты, роллы, безалкогольные напитки, молочные коктейли, десерты и фрукты.
Флагманский продукт Metro, Heimsborgari, представляет собой гамбургер, аналогичный Биг Маку.
Чтобы удовлетворить потребности клиентов, заботящихся о своём здоровье, а также постоянных клиентов, в 2011 году меню сети Metro было обновлено. Оно включает в себя новый ассортимент салатов, таких как салат «Цезарь» и «стог сена» (англ. haystack), а также введение наан в качестве выбора для роллов. Кроме того, Metro показывает покупателям калорийность всех предлагаемых продуктов питания.
Несмотря на обязательство компании использовать местные ингредиенты и материалы, такие как овощи и мясо, некоторые ингредиенты, такие как хлеб, сыр и наан, импортируются из-за границы.